# 星野繁
星野 繁（ほしの しげる、1934年（昭和9年）12月19日 - 2012年（平成24年）7月5日）は、日本の地方政治家。第2代清瀬市長を務めた。

## 来歴
東京府北多摩郡清瀬村（のち清瀬町、現・清瀬市）出身。1957年、國學院大學文学部卒。清瀬町役場（現・清瀬市役所）に入り、財政課長、企画部長を経て、1995年に渋谷邦蔵の後を受ける形で市長選に立候補して当選、第2代市長に就任した。厳しい市財政の改善のため行財政改革に取り組むとともに、「清瀬市まちづくり基本条例」制定などの施策を実行した。
2011年に市長を退任。2012年、旭日小綬章受章。同年7月5日に骨髄腫のため死去（満77歳）。叙正五位。